# Миготіння шлуночків
Фібриля́ція (або миготі́ння) шлу́ночків — стан, що супроводжується відсутністю ефективного скорочення міокарду шлуночків, несумісний з життям при невчасному наданні медичної допомоги.
Симптоми включають: запаморочення, непритомність, зупинка ефективної серцевої діяльності та кровообігу з відсутністю пульсу, згодом настає зупинка дихання. Спостерігаються ознаки клінічної смерті, які без коректного проведення СЛР (серцево-легеневої реанімації), під впливом гіпоксії усіх тканин, переростають у незворотній стан, який звуть біологічною смертю. Діагноз підтверджує електрокардіографічне дослідження, без якого неможливо точно визначити тип аритмії, та відповідно, показання до електроімпульсної терапії (ЕІТ).
Потребує негайних реанімаційних заходів, у тому числі й електричну дефібриляцію. При підготовці до неї зазвичай проводять масаж серця, штучне дихання, налагоджують внутрішньовенний або внутрішньокістковий доступ, з подальшим введеням препаратів, спрямованих на усунення аритмії та відновлення кровообігу (адреналін, аміодарон, рідше — лідокаїн). Вкрай важливим є визначення причини, що призвела до клінічної смерті, та її якнайшвидша терапія.